# Буняев, Юрий Михайлович
Ю́рий Миха́йлович Буняев (2 декабря 1926, Чёрная Поляна, Курская губерния — 7 января 2011, Белгород) — машинист локомотива, Белгородская область; Герой Социалистического Труда (1959).

## Биография
Родился 2 декабря 1926 года в селе Чёрная Поляна (ныне — село Зелёная Поляна в Белгородском районе Белгородской области) в семье железнодорожника. Русский.
Начальную школу окончил в родном селе, а семилетку — в соседнем Старом Городе. В 1965 году окончил техникум железнодорожного транспорта.
Трудовую деятельность начал в сентябре 1943 года кочегаром, а затем помощником машиниста на паровозе. Железнодорожники обслуживали прифронтовую линию, доставляли военную технику и боеприпасы, а обратно вывозили раненых.
В 1947 году получил документы паровозного машиниста. Работал сначала на маневровом паровозе. Потом на «ФД» (сверхмощный на то время локомотив). Их бригада первой в коллективе депо включилась в соревнование за 500-километровый пробег локомотива в сутки. И не только добилась заветного рубежа, но и сэкономила за год 250 тонн угля.
С 1953 года Юрий Михайлович стал старшим машинистом. Он выступил инициатором увеличения пробега паровоза в сутки. Высокие среднесуточные пробеги сочетались с вождением тяжеловесных поездов. Только за полугодие 1958 года Буняев провел 80 таких поездов, в которых сверх нормы было перевезено 18 тысяч тонн разных грузов, при этом сэкономлено 163 тонны угля. В следующем же году Ю. М. Буняеву было присвоено звание Героя Социалистического Труда.
После выхода на пенсию в 1986 году — продолжал принимать активное участие в общественной жизни. Жил в Белгороде.
Умер в Белгороде 7 января 2011 года на 85-м году жизни.

## Награды
- 1 августа 1959 года Указом Президиума Верховного Совета СССР за выдающиеся успехи, достигнутые в развитии железнодорожного транспорта, Юрию Михайловичу Буняеву было присвоено почётное звание Героя Социалистического Труда с вручением ордена Ленина и Золотой медали «Серп и Молот».
- Награждён орденом Ленина, медалями, а также знаком «Почётный железнодорожник».